# Racconti di fantascienza
Racconti di fantascienza è una miniserie televisiva di fantascienza prodotta in 3 puntate dalla Rai per la regia di Alessandro Blasetti e andata in onda nel gennaio del 1979 sulla Rete 2 (l'odierna Rai 2) in prima serata. Ogni puntata presentava alcuni racconti di fantascienza letti da Arnoldo Foà e commentati dallo stesso Blasetti, seguiti da tre brevi telefilm di una decina di minuti ciascuno, ispirati a racconti o romanzi famosi, sempre in ambito fantascientifico.

## Genesi dell'opera
Si può far risalire il progetto originale della serie televisiva al 1974, ma a causa anche del rinnovamento della struttura della Rai di quegli anni la produzione del programma venne rimandata più volte. Blasetti inoltre dovette ridimensionare il progetto originale che prevedeva 6 puntate invece delle tre effettivamente andate in onda, con il conseguente taglio di numerosi brani che avrebbero dovuto essere letti da Arnoldo Foà e di alcuni telefilm. Nel 1980 Blasetti cominciò a realizzare per la televisione una seconda serie di Racconti di fantascienza, ma il progetto non fu mai portato a compimento.

## Lista delle puntate
1. I misteri del tempo e dello spazio (17 gennaio 1979)
- Primo contatto di Murray Leinster, con Orso Maria Guerrini, Nanni Loy, Orazio Orlando e Angelo Pellegrino
- Un caso insoluto di Franco Bellei, con Riccardo Cegani, Riccardo Cucciolla, Franco Montalbano, Franco Odoardi, Caterina Leonardi, Franco Zinnerman
- La crisalide di Ray Bradbury, con Graziano Giusti, Paolo Poli, Aldo Rendina, Franco Scandurra
- Un brano da Immaginatevi di Fredric Brown, racconto letto da Arnoldo Foà
- Un brano da Tutto in un punto di Italo Calvino, racconto letto da Arnoldo Foà

2. I robot (24 gennaio 1979)
- I sosia di Ray Bradbury, con Marina Malfatti e Giuseppe Pambieri
- Ultimi riti di Charles Beaumont, con Roldano Lupi e Paul Müller
- L'assassino di Ray Bradbury, con Pippo Franco e Ugo Gregoretti
- Un brano da L'ultima carica di Robert Lory, traduzione di Andreina Negretti, racconto letto da Arnoldo Foà
- Un brano da Requiem automatico di Robert Sheckley, racconto letto da Arnoldo Foà e Massimo de Rossi

3. I mostri dentro di noi (31 gennaio 1979)
- L'esame di Richard Matheson, con Pierpaolo Capponi, Mario Carotenuto, Valeria Ciangottini
- La decima vittima[3] di Robert Sheckley, con Orso Maria Guerrini, Catherine Spaak, Melu Valente
- O.B.N. in arrivo di Edmund Cooper, con Arnoldo Foà e Umberto Orsini.
- Il racconto La sentinella di Fredric Brown, traduzione di Carlo Fruttero, racconto letto da Arnoldo Foà
- Un brano da Il nuovo mondo di Aldous Huxley, traduzione di Lorenzo Gigli e Luciano Bianciardi, racconto letto da Arnoldo Foà ed Emilio Cigoli